# 性英
性英（?—?），字粹中，号木庵。
早年熱衷科举，後舉家迁辽东，與高仲常友好，受其影響，遂放弃功名。贞佑二年（元太祖九年，1214年）隨難民南渡黄河，最後於宝应寺出家。其担任少林寺住持，其間爆發“壬辰北渡”。贞佑二年（1214年）南迁河南，任仰山栖隐寺住持，在“仰山又五、六年”。元好问称其 “诗僧第一代，无愧百年间”。性英之“清修”与魏璠之“慎所与”、梁陟之“刚明”、吴章之“简古”並稱。